# Funzione logaritmicamente convessa
In matematica, una funzione f è logaritmicamente convessa o superconvessa se {\displaystyle {\log }\circ f}, ossia la composizione della funzione logaritmo con f, è una funzione convessa.

## Definizione
Sia {\displaystyle X} un sottoinsieme convesso di uno spazio vettoriale reale e sia {\displaystyle f\colon X\rightarrow \mathbb {R} } una funzione che assume valori positivi.  Allora {\displaystyle f} è:
- logaritmicamente convessa se {\displaystyle \log \circ f} è convessa;
- logaritmicamente convessa strettamente se {\displaystyle \log \circ f} è strettamente convessa.

La funzione costantemente nulla è logaritmicamente convessa per definizione.
Esplicitamente, {\displaystyle f} è logaritmicamente convessa se e solo se, per ogni {\displaystyle x_{1},x_{2}\in X} e per ogni {\displaystyle t\in [0,1]}, vale la seguente condizione:
{\displaystyle f(tx_{1}+(1-t)x_{2})\leq f(x_{1})^{t}f(x_{2})^{1-t}.}
Allo stesso modo, {\displaystyle f} è logaritmicamente convessa strettamente se e solo se nell'espressione scritta sopra vale la disuguaglianza stretta per ogni {\displaystyle t\in (0,1)}.
Se {\displaystyle f\not \equiv 0}, allora la precedente disuguaglianza, per ogni {\displaystyle x_{1},x_{2}\in X} e per ogni {\displaystyle t\in [0,1]}, equivale a:
{\displaystyle \log f(tx_{1}+(1-t)x_{2})\leq t\log f(x_{1})+(1-t)\log f(x_{2}).}
E, allo stesso modo, {\displaystyle f\not \equiv 0} è logaritmicamente convessa strettamente se e solo se nell'espressione scritta sopra vale la disuguaglianza stretta per ogni {\displaystyle t\in (0,1)}.

### Condizioni equivalenti
Se {\displaystyle f\not \equiv 0} è una funzione differenziabile definita su un intervallo {\displaystyle I\subseteq \mathbb {R} }, allora {\displaystyle f} è logaritmicamente convessa se e solo se vale la seguente condizione per ogni {\displaystyle x} e {\displaystyle y} in {\displaystyle I}:
{\displaystyle \log f(x)\geq \log f(y)+{\frac {f'(y)}{f(y)}}(x-y).}
Ciò è equivalente alla condizione secondo la quale ogni volta che {\displaystyle x} e {\displaystyle y} sono in {\displaystyle I} e {\displaystyle x>y},
{\displaystyle \left({\frac {f(x)}{f(y)}}\right)^{\frac {1}{x-y}}\geq \exp \left({\frac {f'(y)}{f(y)}}\right).}
Inoltre, {\displaystyle f\not \equiv 0} è logaritmicamente convessa strettamente se e solo se queste disuguaglianze sono sempre strette.
Se {\displaystyle f} è due volte differenziabile, allora è logaritmicamente convessa se e solo se, per ogni {\displaystyle x} in {\displaystyle I},
{\displaystyle f''(x)f(x)\geq f'(x)^{2}.}
Se la disuguaglianza è sempre stretta, allora {\displaystyle f} è logaritmicamente convessa strettamente. Tuttavia, il viceversa è falso: è possibile che {\displaystyle f} sia logritmicamente convessa strettamente e che, per qualche {\displaystyle x}, si abbia {\displaystyle f''(x)f(x)=f'(x)^{2}}. Per esempio, se {\displaystyle f(x)=\exp(x^{4})}, allora {\displaystyle f} è logaritmicamente convessa strettamente, ma {\displaystyle f''(0)f(0)=0=f'(0)^{2}}.
Inoltre, {\displaystyle f\colon I\to (0,+\infty )} è logaritmicamente convessa se e solo se {\displaystyle e^{\alpha x}f(x)} è convessa per ogni {\displaystyle \alpha \in \mathbb {R} }.

## Condizioni sufficienti
Se {\displaystyle f_{1},\ldots ,f_{n}} sono logaritmicamente convesse e se {\displaystyle w_{1},\ldots ,w_{n}} sono numeri reali non negativi, allora {\displaystyle f_{1}^{w_{1}}\cdots f_{n}^{w_{n}}} sono logaritmicamente convesse.
Se {\displaystyle \{f_{i}\}_{i\in I}} è una qualsiasi famiglia di funzioni logaritmicamente convesse, allora {\displaystyle g=\sup _{i\in I}f_{i}} è logaritmicamente convessa.
Se {\displaystyle f\colon X\to I\subseteq \mathbb {R} } è convessa e {\displaystyle g\colon I\to (0,+\infty )} è logaritmicamente convessa e non decrescente, allora {\displaystyle g\circ f} è logaritmicamente convessa.

## Proprietà
Una funzione logaritmicamente convessa {\displaystyle f} è una funzione convessa poiché è la funzione composta della funzione convessa crescente {\displaystyle \exp } e della funzione {\displaystyle \log \circ f}, che è convessa per definizione. Tuttavia, l'essere logaritmicamente convessa è una proprietà più forte dell'essere convessa: per esempio, la funzione quadrato {\displaystyle f(x)=x^{2}} è convessa, ma il suo logaritmo {\displaystyle \log f(x)=2\log |x|} non lo è. Pertanto, la funzione quadrato non è logaritmicamente convessa.

## Esempi
- {\displaystyle f(x)=\exp(|x|^{p})} è logaritmicamente convessa se {\displaystyle p\geq 1} e logaritmicamente convessa strettamente se {\displaystyle p>1}.
- {\displaystyle f(x)={\frac {1}{x^{p}}}} è logaritmicamente convessa strettamente su {\displaystyle (0,\infty )} per ogni {\displaystyle p>0.}
- La funzione gamma di Eulero è logaritmicamente convessa strettamente se viene ristretta ai numeri reali positivi. Infatti, mediante il teorema di Bohr-Mollerup, questa proprietà può essere utilizzata per caratterizzare la funzione gamma di Eulero tra le possibili estensioni della funzione fattoriale agli argomenti reali.